# Gunilla d'Atout
Gunilla d'Atout född 2016, är en fransk varmblodig travhäst som tränas av Sébastien Guarato och körs av Björn Goop. Hästen kördes tidigare av franske Éric Raffin.
Gunilla d'Atout började tävla i mars 2019 och inledde med tre raka segrar. Hon har till mars 2021 sprungit in 437 650 euro på 14 starter, varav 10 segrar och 1 andraplats. Karriärens hittills största segrar har kommit i Critérium des 3 ans (2019) och Critérium des 4 ans (2020).
Gunilla d'Atout har även segrat i Grupp 2-loppen Prix Uranie (2019), Prix Reine du Corta (2019), Prix Annick Dreux (2019), Prix Guy Le Gonidec (2020). Hon har även kommit tvåa i Prix Charles Tiercelin (2020).
Gunilla d'Atout var årskullens bästa häst i Europa som treåring 2019.

## Karriär

### Tiden som unghäst
Gunilla d'Atout inledde karriären hos sin tränare Sébastien Guarato där hon började tävla som treåring. Debuten skedde den 3 mars 2019 på travbanan Cholet då hon kördes av Guarato i ett lopp som vanns på tiden 1'18"8. Därefter tog Gunilla d'Atout två raka segrar till innan hon galopperade i sin fjärde start. Under dessa starter kördes hon av kusken Éric Raffin.
Gunilla d'Atout började därefter att stapla upp segrar men nu med svenske Björn Goop i sulkyn som härefter blev hästens ordinarie kusk. Under treåringssäsongen 2019 vann hästen 8 av 11 starter, bland annat vann hon det franska treåringskriteriet Critérium des 3 ans på Vincennesbanan (franska motsvarigheten till Svenskt Trav-Kriterium). Segern i Critérium des 3 ans var hennes första seger i ett Grupp 1-lopp.
Säsongen 2020 startade hon 3 gånger och hon vann 2 av loppen. Hon startade i det franska fyraåringskriteriet Critérium des 4 ans där hon slutade tvåa men efter att det visade sig att vinnaren var dopad blev hon tilldelad segern. I och med vinsten i Critérium des 4 ans så innebar detta att hon vunnit två av de mest klassiska loppen man kan vinna som tre och fyraåring.  

## Statistik

### Större segrar
| År   | Lopp                | Kusk       | Vinstbelopp | Grupp   |
| ---- | ------------------- | ---------- | ----------- | ------- |
| 2019 | Critérium des 3 ans | Björn Goop | 108 000 EUR | Grupp 1 |
| 2020 | Critérium des 4 ans | Björn Goop | 108 000 EUR | Grupp 1 |